# Dendrotelme

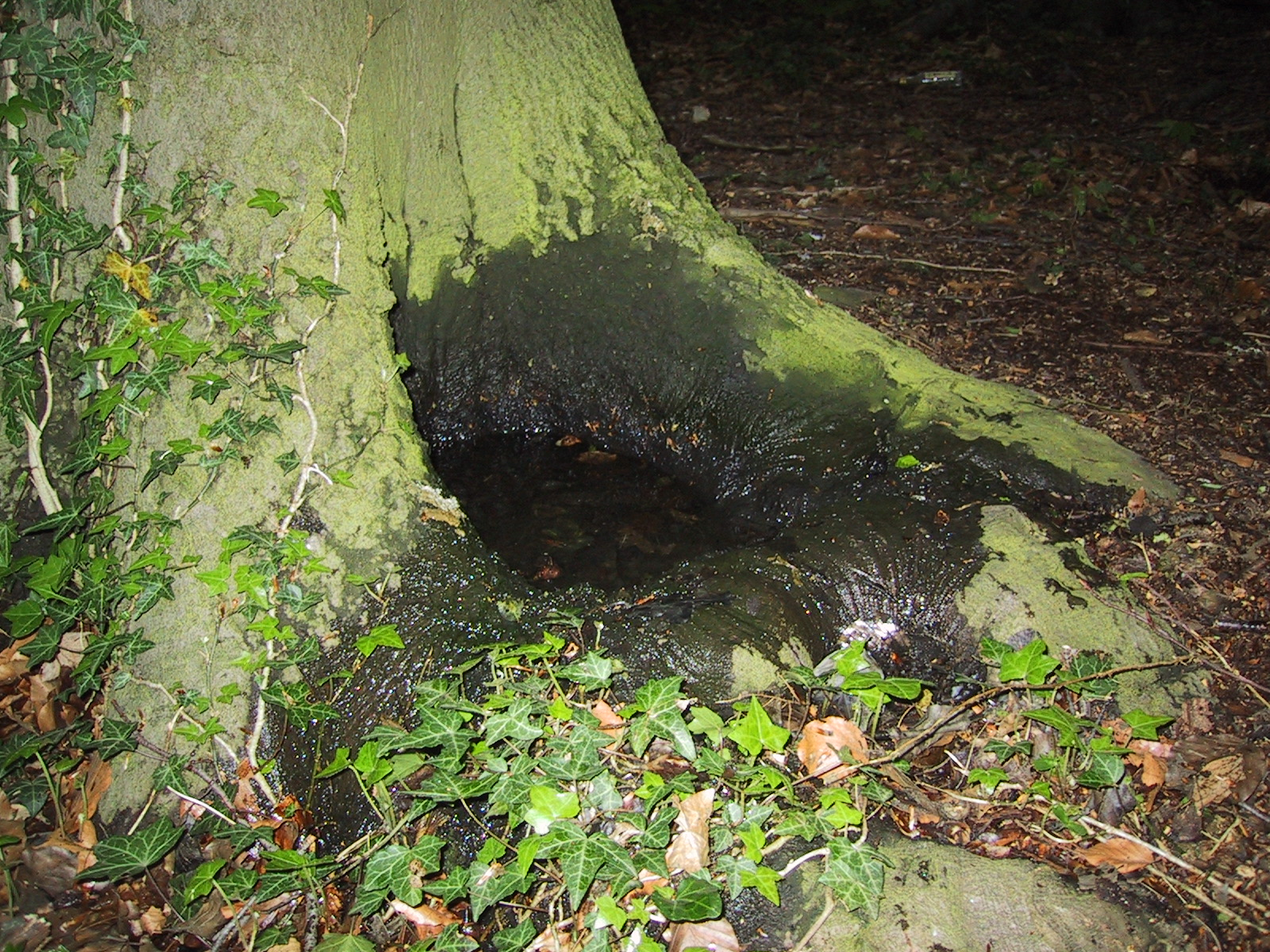
Kleinstgewässer Dendrotelme (hier: Napfhöhle zwischen freiliegenden Stammverwachsungen einer Rotbuche)

Die Dendrotelme (Plural: Dendrotelmen, von altgriechisch δένδρον ‚Baum‘ und τέλμα ‚Pfütze‘), eine Variante des Phytotelma, ist eine wassergefüllte Baumhöhlung. Im Volksmund wird sie auch „Hasenklo“ genannt. Dendrotelmen stellen ein Baum-Mikrohabitat dar, welches einen Biotopbaum kennzeichnen kann. Die Kleinstgewässer (Mikrogewässer) werden von Niederschlägen, oft indirekt durch am Stamm herablaufendes Wasser (Stammablauf) gespeist. Sie sind bei fast allen Baumarten zu finden, am häufigsten in Mitteleuropa bei der Rotbuche (Fagus sylvatica). Zusammengefasst werden die in Dendrotelmen lebenden Organismen unter der Bezeichnung Dendrolimnetica.

## Typen
Bei wassergefüllten Baumhöhlen werden zwei Haupttypen unterschieden:

### Faulhöhlen

Querschnitt einer Baumhöhle

Baumhöhlen entstehen meist als Faulhöhlen, indem sich eine Rindenverletzung, etwa durch einen abgebrochenen Grobast, durch Fäulnis und Zersetzung des freigelegten Holzes durch holzzersetzende Pilze (Holzfäule) zu einer Höhlung erweitert. Es braucht also zunächst eine mechanische Störung, durch Sturmschaden oder Rindenschädigung durch Tiere oder Menschen. Faulhöhlen sind nicht generell wassergefüllt, eine Wasseransammlung entsteht nur dann, wenn der Boden der Höhlung sekundär durch Zersetzungsprodukte wasserdicht abgedichtet wird. Neben der Zersetzung der Holzbiomasse ist auch zersetzendes hereingewehtes Falllaub eine wichtige Nahrungsgrundlage für hier lebende Organismen. Faulhöhlen existieren in allen möglichen Größen, Großhöhlen, etwa ganze wassergefüllte hohle Baumstämme, sind aber seltene Ausnahmen. Aber auch Höhlen von zehn bis zwanzig Zentimeter Durchmesser können in humidem Klima lange Zeit, manchmal jahrzehntelang, permanent wassergefüllt bleiben. Faulhöhlen entstehen in allen möglichen Baumarten mit ausreichendem Stammdurchmesser. Ihre Besiedlung durch Tierarten ist unabhängig von der Baumart.

### Napfhöhlen

Querschnitt einer Napfhöhle

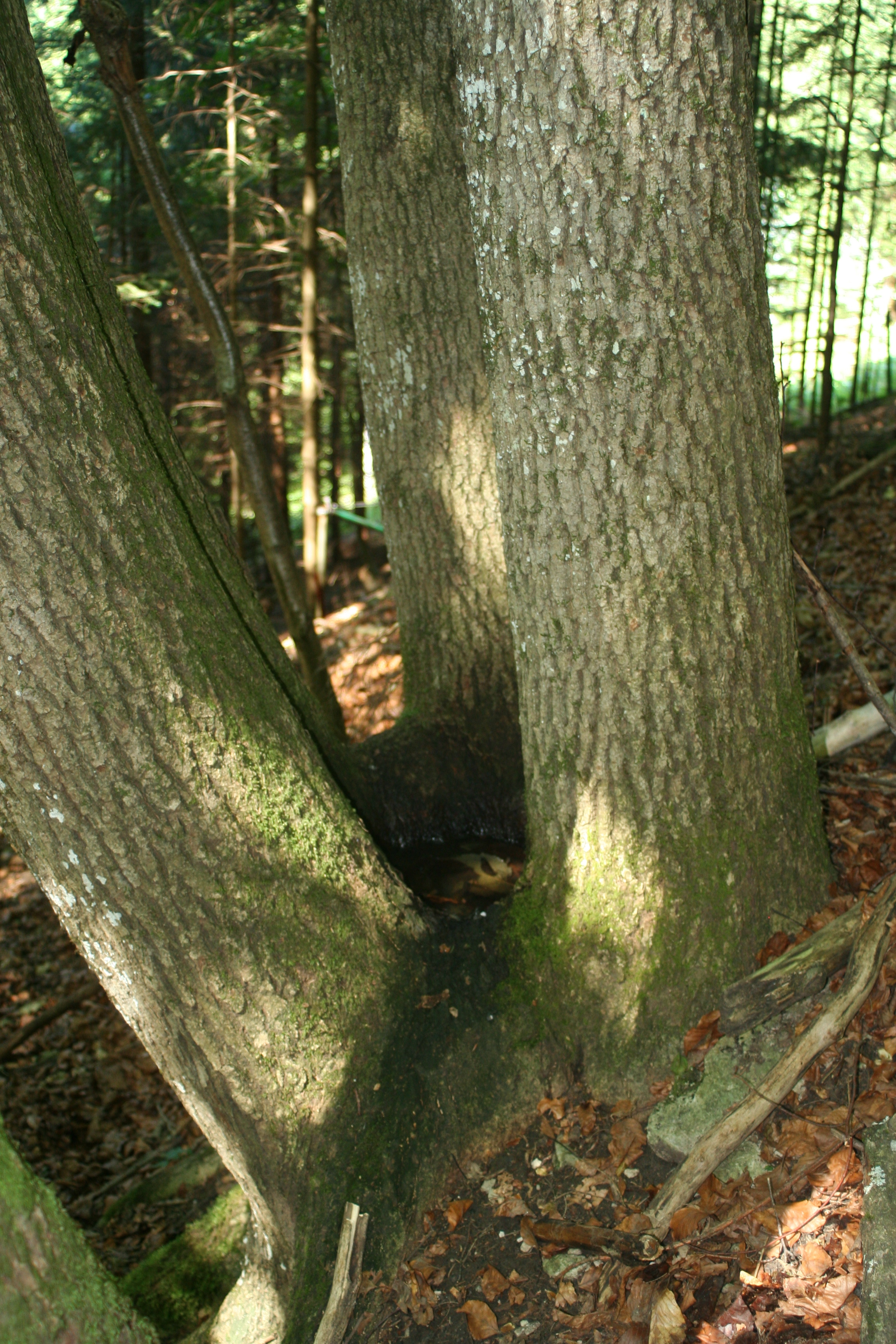
Napfhöhle in einer Esche

Napfhöhlen bilden die zweite Gruppe der Dendrotelmen. Bedingt durch die natürliche Wuchsform der Bäume entstehen diese vorwiegend in den oft tiefen Spalten an Abzweigungsstellen der Äste und Gabelungen und in den durch Verzweigungen oberirdischer Wurzeln sowie Stammverwachsungen gebildeten Vertiefungen. Da diese Höhlen nicht aus Verletzungen hervorgehen, sind sie völlig mit Rinde ausgekleidet. Napfhöhlen befinden sich oft nur einige Zentimeter über der Erdoberfläche, sie können dann durch Spritzwasser aufschlagener Regentropfen mineralische Komponenten aus dem Erdboden enthalten. Obwohl auch Napfhöhlen in vielen Baumarten entstehen können, sind sie bei einigen Arten häufiger. In Mitteleuropa sind sie besonders häufig bei Rotbuchen (Fagus sylvatica), außerhalb von Wäldern sind Platanen häufig.

## Abiotische Bedingungen
Wassergefüllte Baumhöhlen stellen Lebensräume dar, die in Hinsicht auf die abiotischen Faktoren Wasserfüllung, Temperatur, Sauerstoffgehalt und pH-Wert den unterschiedlichsten Veränderungen ausgesetzt sind, mitunter erheblichen, aber meist wenig raschen Schwankungen.

### Licht
Im Allgemeinen haben Baumhöhlen durchgehend einen geringen Lichteintrag.

### Mulm
Am Boden jeder Baumhöhle befindet sich eine Mulmschicht aus kompaktem Humus oder Schlamm, entstanden aus dem Abbau organischen Materials.

### Wasserfüllung
Der Wasserstand in der Baumhöhle ist nicht konstant, sondern schwankt, dem ständigen Wechsel zwischen Verdunstung, Versickerung und Niederschlag entsprechend. Gerade Napfhöhlen sind von diesem Phänomen besonders betroffen. Wegen ihrer offenen Lage und großen Oberfläche wird Wind und Sonne eine große Angriffsfläche geboten und die Verdunstung kann ungehindert arbeiten. Ihr Füllungsgrad muss daher immer in Beziehung zu Verdunstung und Niederschlag gesetzt werden.

### Temperaturverhältnisse
Die Temperatur kleiner Gewässer ist besonders stark von der Umgebung abhängig. Eine Erwärmung oder Abkühlung folgt in der Regel den Temperaturen der Umgebungsluft. Je flacher ein Gewässer ist, umso deutlicher sind die Veränderungen messbar. Die Temperatur der Baumhöhlen, sowohl von Luft als auch Wasser, ist ständigen Schwankungen ausgesetzt. Allerdings sind die Änderungen in windgeschützter Lage meist nicht so dramatisch wie in kleinen freien Wasserlöchern.

### Sauerstoffgehalt
Der Sauerstoffgehalt ist prägend für die Besiedlung von Gewässern. In den tieferen Schichten der Baumhöhle und insbesondere der Faulschicht herrscht ein ständiger Defizit an Sauerstoff. Dieser resultiert aus den Abbauprozessen organischen Materials.

### Stickstoffgehalt
Der Stickstoffgehalt ist oft bestimmend für die Besiedlung von Gewässern. In den tieferen Schichten der Baumhöhle und insbesondere der Faulschicht herrscht ein ständiger Überschuss an Stickstoff. Dieses resultiert aus den Abbauprozessen organischen Materials.

### pH-Wert
Der pH-Wert ist das Ergebnis aus Zersetzung organischen Materials sowie eingetragenem Regenwasser. Die Abbauprozesse von Holz, Borke oder Blättern setzen organische Säuren frei, die den pH-Wert in den sauren Bereich verschieben. Der Regen nimmt je nach eigener Beschaffenheit Einfluss auf das Höhlenwasser.

## Besiedlung und Nutzung durch Lebewesen
Die in Dendrotelmen lebenden Organismen, die Dendrolimnetica, gliedern sich in Konsumenten und Destruenten. Produzenten fehlen fast völlig. Die Rolle der Produzenten übernehmen die umstehenden Bäume. Sie versorgen das Kleinstgewässer, hauptsächlich im Herbst, mit organischen Substanzen in Form von Falllaub.

### Bakterien und Protisten
Pflanzen sind wegen des meist geringen Lichteinfalls in diesem Mikrohabitat eher selten vorhanden, außer einigen Algen. Einen großen Teil der Dendrolimnetica nehmen Bakterien, Algen, Pilze, Einzeller, Rädertierchen und andere Kleinlebewesen ein. Sie ernähren sich vom Abbau organischer Reste und von ihren Mitbewohnern. Feuchte Höhlungen stellen generell gute Lebensbedingungen für Pilze dar. Entsprechend gelten Dendrotelmen als fungale Hotspots. Das Rädertierchen Habrotrocha thienemanni wurde als Dendrolimnet in Buchenwäldern bekannt, tritt aber auch in Dendrotermen anderer Wälder auf.

### Insekten
Die Fauna von Dendrotelmen kann wasserlebende Insektenlarven umfassen, insbesondere Mückenlarven, einige Insekten haben sich an dieses Habitat besonders gut angepasst, denn es bietet guten Schutz und längerfristig konstante Bedingungen. In trockeneren Teilen von Dendrotelmen können Schwebfliegen, etwa die Totenkopfschwebfliege oder die Hummel-Waldschwebfliege, nisten. Unter den Käfern sind Scirtidae zu nennen.

### Wirbeltiere
In den Tropen nutzen hauptsächlich Amphibien, Reptilien, Gleitbeutler und Primaten Dendrotelmen. In den gemäßigten Breiten wurden mindestens 28 Arten identifiziert, die dieses Habitat nutzen, darunter ein Amphibium (Europäischer Laubfrosch), 17 Vögel (beispielsweise Amsel und Blaumeise) und 11 Säugetiere (Nagetiere, Insektenfresser, Raubtiere wie Fuchs, Marder oder Waschbär, und eine Fledermaus).